# Flughafen São Paulo–Congonhas

i7
i11
i13
Der Aeroporto de São Paulo/Congonhas – Deputado Freitas Nobre (IATA-Code: CGH, ICAO-Code: SBSP) ist ein brasilianischer Verkehrsflughafen im Stadtgebiet von São Paulo, Brasilien. Er befindet sich an der Avenida Washington Luís im südlich angrenzenden Teil der Stadt nahe dem Zentrum.

## Geschichte
In den 1930er Jahren beschloss man den Bau eines Flughafens, der bei Hochwasser des Rio Tietê nicht durch Überflutungen beeinträchtigt werden würde, so wie es beim Campo de Marte (Marsfeld) der Fall war. Der Standort lag damals außerhalb des bebauten Stadtgebiets und wurde wegen der günstigen Windverhältnisse und der Lage auf einem hohen Hügel mit wenig Vegetation gewählt. Die Eröffnung erfolgte 1936, der erste Flug hatte Rio de Janeiro als Ziel und wurde von einem Flugzeug der VASP durchgeführt.
Nachdem der Flughafen aufgrund von immer weiter steigenden Passagierzahlen sowie dem dadurch immer dichter werdenden Flugverkehr an seine Kapazitätsgrenzen gestoßen war, wurde 1985 der nordöstlich liegende Flughafen São Paulo–Guarulhos gebaut. Seitdem starten am Aeroporto Internacional de Congonhas nur noch Inlandsflüge. Trotzdem gilt CGH wegen der relativ kurzen Start- und Landebahnen und seiner zentralen, bereits völlig umbauten Lage weiterhin als gefährlich.
Durch das große Passagieraufkommen wurde ein Projekt zur Erneuerung und Umbau des Flughafens durch die Infraero auf den Weg gebracht. Hiermit sollte sichergestellt werden, der Kapazität von jährlich 12 Millionen Passagieren auch in Zukunft gerecht zu werden. Mit der Durchführung wurde 2003 begonnen; der erste Bauabschnitt, der Umbau des Ankunfts- und Abflugbereichs und die Installation von Fluggastbrücken für den bequemeren Ein- und Ausstieg wurde am 15. August 2004 fertiggestellt. Der zweite Bauabschnitt, mit Änderungen im Abfertigungsbereich, Bau eines Parkhauses für über 3000 Fahrzeuge und Verbesserung des Verkehrsflusses wurde Anfang 2007 vollendet. Von Februar bis Juni 2007 wurden außerdem beide Start- und Landebahnen erneuert.
Im Jahr 2021/2022 wurde ein neues Sicherheitssystem an den Enden der Landebahn 17R/35L installiert, indem die Asphaltfläche mit Hilfe einer Stelzenkonstruktion über dem Abhang um 70 bzw. 75 Meter verlängert und mit dem Notbremssystem EMAS ausgestattet wurde.
Neuer Betreiber ist seit 17. Oktober 2023 das spanische Infrastrukturunternehmen Aena.

## Fluggesellschaften und Ziele
Der Flughafen wird nur von den brasilianischen Fluggesellschaften Azul Linhas Aéreas, Gol Linhas Aéreas und LATAM Airlines Brasil im Inlandsverkehr angeflogen.

## Verkehrszahlen
| Jahr | Fluggastaufkommen | Fluggastaufkommen | Luftfracht (Tonnen) (mit Luftpost) | Luftfracht (Tonnen) (mit Luftpost) | Flugbewegungen | Flugbewegungen |
| ---- | ----------------- | ----------------- | ---------------------------------- | ---------------------------------- | -------------- | -------------- |
| 2018 | 22.125.712        | 0+1,22 %          | 51.521                             | 00+2,52 %                          | 222.298        | 0+2,01 %       |
| 2017 | 21.859.453        | 0+5,01 %          | 50.253                             | 00+2,08 %                          | 217.918        | 0+2,29 %       |
| 2016 | 20.816.957        | 0+7,97 %          | 49.231                             | 00–9,68 %                          | 213.043        | 0–0,37 %       |
| 2015 | 19.279.644        | 0+6,31 %          | 54.507                             | 00–8,53 %                          | 213.833        | 0+4,10 %       |
| 2014 | 18.134.768        | 0+5,93 %          | 59.588                             | 00–4,60 %                          | 205.407        | 0–1,98 %       |
| 2013 | 17.119.530        | 0+2,05 %          | 62.460                             | 00+3,51 %                          | 209.555        | 0–1,81 %       |
| 2012 | 16.775.770        | 0+0,12 %          | 60.345                             | 0+20,75 %                          | 213.419        | 0+1,98 %       |
| 2011 | 16.756.452        | 0+8,11 %          | 49.976                             | +107,90 %                          | 209.280        | 0+2,12 %       |
| 2010 | 15.499.462        | +13,14 %          | 24.039                             | 0–17,81 %                          | 204.943        | 0+6,02 %       |
| 2009 | 13.699.657        | 0+0,20 %          | 29.247                             | 0–10,06 %                          | 193.308        | 0+3,54 %       |
| 2008 | 13.672.301        | –10,44 %          | 32.519                             | 0–6,84 %                           | 186.694        | 0–9,18 %       |
| 2007 | 15.265.433        | 0–17,30 %         | 34.905                             | 0–11,60 %                          | 205.564        | 0–11,01 %      |
| 2006 | 18.459.191        | 18.459.191        | 39.486                             | 39.486                             | 230.995        | 230.995        |

1. ↑  Ab 2010 wird auch Transitfracht berücksichtigt.

## Zwischenfälle
- Am 13. März 1948 kollidierte eine Douglas DC-3A der brasilianischen Cruzeiro do Sul (Luftfahrzeugkennzeichen PP-CBX) im Anflug auf den Flughafen São Paulo-Congonhas mit dem Bergrücken Sierra Cristais, 32 Kilometer vom Zielflughafen entfernt. Alle 6 Insassen, 4 Besatzungsmitglieder und 2 Passagiere, wurden getötet.[9][10]

- Am 5. Januar 1950 traten an einer Curtiss C-46A60-CK Commando der brasilianischen Companhia Itaú de Transportes Aéreos (PP-XBW) während des Reisefluges Triebwerksprobleme auf. Der Kapitän entschied, zum Flughafen São Paulo–Congonhas zurückzukehren. Die Besatzung schaffte es jedoch nicht mehr ganz dorthin, sondern musste eine Notlandung etwa 36 Kilometer vor dem Zielflughafen durchführen. Das Flugzeug wurde irreparabel beschädigt. Alle drei Besatzungsmitglieder, die einzigen Insassen auf dem Frachtflug, überlebten den Unfall.[11]

- Am 8. August 1951 wurde eine Curtiss C-46F-1-CU Commando der US-amerikanischen Pan Am (N74176) irreparabel beschädigt, als sie bei der Landung auf dem Flughafen São Paulo–Congonhas viel zu spät aufsetzte, über das Landebahnende hinausschoss und eine Böschung hinunter geriet. Die drei Besatzungsmitglieder, die einzigen Insassen, überlebten den Unfall.[12]

- Am 8. September 1951 streifte eine Douglas DC-3/C-47B-20-DK der brasilianischen VASP (Viação Aérea São Paulo) (PP-SPQ) 500 Meter hinter der Startbahn am Flughafen São Paulo-Congonhas ein Haus. Alle zehn Insassen des Flugzeuges kamen um, außerdem drei Personen am Boden.[13]

- Am 17. Juni 1953 wurde eine Lockheed L-049 Constellation der brasilianischen Panair do Brasil (PP-PDA) 6,5 Kilometer südwestlich des Zielflughafens São Paulo-Congonhas in einem engen Tal ins Gelände geflogen. Die aus Rio de Janeiro kommende Maschine wurde zerstört. Bei diesem CFIT (Controlled flight into terrain) wurden alle 17 Insassen getötet, sieben Besatzungsmitglieder und 10 Passagiere.[14]

- Am 14. September 1953 streifte eine Curtiss C-46A-1-CU Commando der brasilianischen Loide Aéreo Nacional (PP-LDM) bei der Rückkehr im Anflug auf den Flughafen São Paulo–Congonhas Bäume und fiel zu Boden. Ursache war die falsche Auslegung der Navigationskarten für die Instrumentenlandung unter IFR-Bedingungen. Alle 17 Insassen, fünf Besatzungsmitglieder und 12 Passagiere, überlebten den Unfall.[15]

- Am 4. Juni 1954 stürzte eine Curtiss C-46A-45-CU Commando der brasilianischen VARIG (PP-VBZ) beim Start vom Flughafen São Paulo–Congonhas ab. Der Grund dafür war, dass die Ruderverriegelung des Höhenruders vor dem Start nicht entfernt worden war. Alle 3 Besatzungsmitglieder, die einzigen Insassen auf dem Frachtflug, wurden getötet.[16]

- Am 4. November 1957 musste eine Douglas DC-4/C-54A-5-DO der brasilianischen REAL Transportes Aéreos (PP-AXS) 98 Kilometer ostsüdöstlich des Startflughafens São Paulo-Congonhas notgewassert werden. In einer Höhe von 3000 Metern fing das Triebwerk Nr. 2 (links innen) Feuer und riss schließlich von der Tragfläche ab. Die Piloten mussten im Meer abseits von São Sebastião (São Paulo) notwassern. Alle 34 Insassen, vier Besatzungsmitglieder und 30 Passagiere, überlebten.[17]

- Am 23. September 1959 gewann eine Saab Scandia der VASP (PP-SQV) beim Start vom Flughafen São Paulo-Congonhas nicht genügend Höhe und stürzte knapp 5 Kilometer südlich des Flughafens in ein Wohngebiet. Die Maschine war auf dem Weg zum Flughafen Rio de Janeiro–Santos Dumont. Alle 20 Insassen starben.[18]

- Am 18. Dezember 1960 überrollte eine Curtiss C-46 Super C Commando der brasilianischen VARIG (PP-VCT) bei der Landung auf dem Flughafen São Paulo–Congonhas das Landebahnende der Bahn 15 und wurde irreparabel beschädigt. Als Ursache wurden ein falsches IFR-Verfahren und die falsche Verwendung der Bremsen festgestellt. Die drei Besatzungsmitglieder, die einzigen Insassen auf dem Frachtflug, überlebten den Unfall.[19]

- Am 23. Februar 1961 wurde eine Douglas DC-3/C-47B-45-DK der brasilianischen REAL Transportes Aéreos (PP-ANI) bei einem Hangarbrand auf dem Flughafen São Paulo-Congonhas irreparabel beschädigt. Dabei wurde ein Mechaniker verletzt. Das Feuer war durch einen Kurzschluss entstanden.[20]

- Am 6. März 1961 stürzte eine Lockheed L-1049G Super Constellation der spanischen Iberia (EC-AIP) am Flughafen São Paulo-Congonhas bei starken Abwinden kurz vor der Landebahn zu Boden und fing Feuer. Alle 46 Insassen, 10 Besatzungsmitglieder und 36 Passagiere, überlebten.[21]

- Am 15. Januar 1963 fiel bei einer Convair CV-240-0 der Cruzeiro do Sul (PP-CEV) nach dem Start vom Flughafen São Paulo-Congonhas ein Triebwerk aus. Das Flugzeug stürzte vier Kilometer südlich des Startflughafens in ein Haus. Von den 45 Insassen kamen 6 ums Leben, ein Besatzungsmitglied und 5 Passagiere. Außerdem wurden 7 Menschen am Boden getötet.[22]

- Am 3. Mai 1963 kam es bei einer Convair CV-340-59 der brasilianischen Cruzeiro do Sul (PP-CDW) zu einem Feuer im Triebwerk 2 (rechts). Die Piloten kehrten zum Startflughafen São Paulo-Congonhas zurück. Etwa einen Kilometer östlich davon nahm die Maschine die Flugzeugnase sehr steil nach oben (45 Grad); es kam zum Strömungsabriss und Absturz. Ursache war ein unsachgemäßes Vorgehen bei Umstellen des Propellers aus der Segelstellung. Von den 50 Insassen kamen 37 ums Leben, 4 der 5 Besatzungsmitglieder sowie 33 der 45 Passagiere.[23]

- Am 5. Mai 1963 wurde an einer Douglas DC-4 der brasilianischen Paraense Transportes Aéreos (PP-BTR) auf dem Flughafen São Paulo-Congonhas deren rechte Tragfläche von einer rollenden Douglas DC-6 der VARIG (PP-YSI) derart heftig gerammt, dass das Flugzeug irreparabel beschädigt wurde. Über Personenschäden ist nichts bekannt.[24]

- Am 15. September 1968 verunglückte eine Vickers Viscount 827 der brasilianischen VASP (PP-SRE) auf einem Trainingsflug 7,5 Kilometer vom Startflughafen São Paulo-Congonhas entfernt. Es wurden Starts und Landungen mit Touch-and-Go sowie dem simulierten Ausfall von einem und zwei Triebwerken geübt. Die beiden Piloten, die einzigen Insassen, kamen ums Leben, ebenso wie eine Person am Boden.[25]

- Am 18. Oktober 1972 wurde eine NAMC YS-11A-202 der brasilianischen Cruzeiro do Sul (PP-CTG) bei der Landung auf dem Flughafen São Paulo–Congonhas erst an der Mitte der Landebahn aufgesetzt. Als klar wurde, dass die Bremswirkung auf dem nassen Beton nicht ausreichen würde, um die Maschine rechtzeitig zum Stillstand zu bringen, versuchte der Kapitän, eine abrupte Kurve zu machen. Das Flugzeug verließ die Landebahn, kollidierte mit einem Betonkasten und rollte über eine Böschung. Dabei wurde es irreparabel beschädigt. Alle Insassen überlebten den Unfall.[26]

- Am 27. Februar 1975 kam es an einer Embraer EMB 110C der VASP (PP-SBE) kurz nach dem Start vom Flughafen São Paulo-Congonhas zu einem Triebwerksausfall. Der Kapitän flog eine Linkskurve, konnte jedoch die Höhe nicht halten. Kurze Zeit später kam es zum Kontrollverlust, die Maschine stürzte 1,5 Kilometer nordwestlich des Flughafens in eine Häuserreihe im Stadtgebiet von São Paulo und explodierte. Dabei kamen alle 15 Insassen der Embraer ums Leben. Die Ursache für den Triebwerksausfall konnte trotz intensiver Ermittlungen nicht festgestellt werden. Es handelte sich um den ersten Zwischenfall mit einer Embraer EMB 110 (siehe auch VASP-Flug 640).[27]

- Am 31. Oktober 1996 stürzte eine Fokker 100 der brasilianischen TAM Linhas Aéreas (PT-MRK) kurz nach dem Start von Congonhas ab, nachdem das Flugzeug ein Apartmentgebäude und mehrere andere Häuser gestreift hatte. Alle 90 Passagiere und die sechs Besatzungsmitglieder an Bord sowie drei weitere Personen am Boden wurden bei dem Unfall getötet (siehe auch TAM-Linhas-Aéreas-Flug 402).[28]

- Am 17. Juli 2007 verunglückte ein Airbus A320 der TAM Linhas Aéreas (PR-MBK) von Porto Alegre kommend mit 181 Passagieren und sechs Besatzungsmitgliedern bei der Landung auf Bahn 35L des Flughafens São Paulo-Congonhas. Das Flugzeug zog nach dem Aufsetzen nach links, verließ die regennasse Landebahn, schoss über das Flughafengelände hinaus und prallte in ein außerhalb liegendes Frachtabfertigungsgebäude. Bei diesem Flugunfall wurden insgesamt 199 Menschen getötet, alle 187 Flugzeuginsassen und auch 12 Personen am Boden. Es war der schwerste Flugunfall in der Geschichte Brasiliens und verursachte eine umfassende Diskussion über die brasilianische Flugsicherung, die Infrastruktur der Flughäfen und insbesondere die Überlastung des Flughafens Congonhas in seiner heutigen Lage inmitten dichtbebauten Stadtgebiets (siehe auch TAM-Linhas-Aéreas-Flug 3054).[29]

## Trivia
- In den 1970er Jahren wurde ein Saal mit Blick auf die Start- und Landebahn gerne für Abschlussfeiern, Hochzeiten und Ähnliches genutzt.